# Live at the Hammersmith Odeon
Live at Hammersmith Odeon è un album dal vivo della cantautrice britannica Kate Bush, pubblicato nel 1994, ma registrato nel 1979. Il CD è uscito insieme ad un videoclip omonimo.

## Tracce
1. Moving – 3:32
2. Them Heavy People – 4:02
3. Violin – 3:33
4. Strange Phenomena – 3:26
5. Hammer Horror – 4:26
6. Don't Push Your Foot on the Heartbrake – 4:00
7. Wow – 4:00
8. Feel It – 3:14
9. Kite – 6:12
10. James and the Cold Gun – 8:44
11. Oh England My Lionheart – 3:23
12. Wuthering Heights – 4:50